# Helvis von Haifa
Helvis von Haifa (auch Aalis; † um 1264) war Herrin von Haifa im Königreich Jerusalem.
Sie war die älteste von vier Töchtern des Rohard II. von Haifa und dessen Gattin Aiglantine von Nephin. Beim Tod ihres Vaters erbte sie dessen Herrschaft Haifa, deren Regentschaft ihre Ehemänner übernahmen. Sie war dreimal verheiratet. In erster Ehe mit Gottfried Poulain, in zweiter Ehe mit García Álvarez und in dritter Ehe mit Johann von Valenciennes.
Aus erster Ehe hatte sie zwei Söhne und eine Tochter:
- Gilles, ⚭ Margarethe de Brie
- Rohard
- Aiglantine, ⚭ Anseau de Brie, Bruder Margarethes de Brie

Ihr ältester Sohn Gilles war spätestens 1264 volljährig und wurde Herr von Haifa, das allerdings im Folgejahr von den Mamluken erobert wurde.